# Trechalea bucculenta
Trechalea bucculenta är en spindelart som först beskrevs av Simon 1898.  Trechalea bucculenta ingår i släktet Trechalea och familjen Trechaleidae. Inga underarter finns listade i Catalogue of Life.